# Lionel Sugat
Lionel Marie Joseph Sugat, né le 25 avril 1855 et mort le 1er juin 1943 à Cayenne en Guyane, est un compositeur et pianiste guyanais, oublié et redécouvert en 2020.

## Biographie
Lionel Sugat naît le 25 avril 1855 à Cayenne, de parents anciens esclaves,.

Il travaille d'abord dans l’administration pénitentiaire et effectue une grande partie de sa carrière en Nouvelle-Calédonie. Selon l'archiviste ayant étudié son dossier archivé : 

« C’est quelqu’un qui a beaucoup de problèmes, qui se bat, qui injurie les autres, qui partage sa maîtresse avec son chef... »

. 
Il prend sa retraite à l'âge de 49 ans afin de devenir huissier. Il s'adonne alors en parallèle à donner des cours de piano et à composer notamment des valses, polkas et mazurkas, dont les manuscrits sont retrouvés,.
Il meurt le 1er juin 1943 à Cayenne et est inhumé au cimetière de l'avenue d'Estrée.

## Œuvre
Son œuvre, composée d'au moins 250 pièces musicales,, est essentiellement dédiée au piano. 
Elle a été redécouverte en septembre 2020 aux Archives territoriales de Guyane dans les archives privées d'un autre compositeur guyanais de vingt ans son cadet : Maximilien Saba.
Grâce aux partitions faisant partie du fonds Saba, et en collaboration avec le conservatoire de musique danse et théâtre de Guyane et l'université de Guyane, la musique du compositeur oublié Lionel Sugat pourra faire l'objet de recherches par les musicologues et replacer son œuvre dans le cadre de l'histoire de la musique guyanaise. Des conférences destinées au public ont été organisées pour faire connaître ce musicien,,,.